# Franz Jügert (Jurist)
Franz Jügert (* 1563 in Hamburg; † 1638 in Braunschweig) war ein deutscher Jurist, Syndikus und kurpfälzischer Assessor am Reichskammergericht in Speyer.

## Herkunft und Familie
Jügert stammt aus dem Adelsgeschlecht der Jügert und war ein Sohn des gleichnamigen Hamburger Kaufmanns und Oberalten Franz Jügert († 1592). Der Jurist Peter Jügert (1568–1639) war sein Bruder.
Jügert war zweimal verheiratet. Die erste Ehe schloss er 1593 mit Barbara Willers, Tochter des Juristen Joachim Willers, die bereits im folgenden Jahr starb. Jügert ging daraufhin 1596 eine zweite Ehe mit Anna Margaretha Tomloo ein.

## Leben
In Hamburg geboren besuchte Jügert die Gelehrtenschule des Johanneums und studierte anschließend Jurisprudenz an der Universität Marburg. Dort hielt er 1587 eine Disputation unter Hermann Vultejus. Von Marburg wechselte er an die Universität Heidelberg und schloss sein Studium dort 1589 mit einer Inauguraldissertation unter dem Vorsitz von Julius Pacius de Beriga als Doktor beider Rechte ab.
1600 nahm er an dem Rezess einiger protestantischen Kurfürsten und Stände als Gesandter des Herzogs Barnim von Pommern-Stettin in Speyer teil.
1602 wurde Jügert als Bevollmächtigter der Freien und Hansestadt Hamburg als Advokat am Reichskammergericht in Speyer zugelassen.
Für die Protestantische Union nahm Jügert im März 1611 als Gesandter der Stadt Speyer am Unionstag in Schweinfurt teil. Von August bis September 1611 war er als Syndikus der Stadt Speyer auf dem Unionstag in Rothenburg ob der Tauber.
1613 reiste er als Gesandter der Freien und Reichsstädte Speyer und Friedberg in der Wetterau zu dem Reichstag in Regensburg.
Am 8. November 1615 wird Jügert für die Kurpfalz zum Assessor am Reichskammergericht ernannt. Als Kaiser Ferdinand II. 1623 den reformierten Kurfürst Friedrich V. von der Pfalz durch den katholischen Maximilian I. von Bayern ablöst, soll Jügert zusammen mit dem Assessor Johann Georg von der Grün als kurpfälzische Assessoren abgesetzt werden. Gemeinsam übergaben die abgesetzten Assessoren den Präsidenten des Reichskammergerichts eine Handschrift in der erläutert wird, weshalb die reformierten Beisitzer des Gerichts nicht ausgeschlossen werden dürfen. Diese Handschrift wurde 1644, nach Jügerts Tod, abgedruckt. Der reformierte Heidelberger Jurist Reiner Bachoff von Echt widmete den beiden Assessoren 1627 eine Schrift. Die vom Kaiser erzwungene Resignation der beiden Assessoren erfolgte im Jahr 1628.
Nach seiner Absetzung wurde Jügert gräflich ysenburgischer Rat und Sekretär.
Jügert starb 1638, kurz nachdem Herzog August I. von Braunschweig-Lüneburg († 1636) ihn zu seinem Kanzler berufen hatte.

## Werke
- Disputatio De fide Instrumentorum & Testibus. Paulus Egenolphus, Marburg an der Lahn 1587 (reader.digitale-sammlungen.de).
- Centuria Conclusionum Ex Materia Pactorum. Heidelberg 1589 (uni-halle.de).
- Hans (Johann) Georg von der Grün, Frantz Jugert: Calvinianos Assessorum Camerae imperialis excludi non posse. Speyer 1624 (Ungedruckte Handschrift, persönlich am 20. Dezemberjul. / 30. Dezember 1624greg. an die Präsidenten des Reichskammergerichts Karl Fugger und Adolf von Milendunck überreicht.).
  - Hans Georg von der Grün, Frantz Jugert: Abtruck, Einer von zweyen desz Käyserlichen Cammer-Gerichts Beysitzern zu Speyer abgefasseten, unnd denen Herrn Præsidenten wolbemeltes Käyserlichen Cammer-Gerichts übergebenen Schrifft, Darinnen Zwar kürtzlich, doch gründlich unnd beständig, außgeführt und erwiesen wird, daß die der wahren Reformirten Religion verwandte Stände unnd Unterthanen deß H. Röm. Reichs, in dem Religion-Frieden begriffen, und desselben allerdings fähig und theilhafftig seyen. Anjetzo der Warheit zu stewer und beserer information der unwissenden in den truck verfertiget. 1644 (archive.org).